# Catoferia
Catoferia, biljni rod iz porodice usnača kojemu pripada 4 američke vrste trajnica, polugrmova i grmova rasprostranjenih od južnog Meksika na sjeveru, do Perua na jugu.
Rod je smješten u podtribus  Ociminae, dio tribusa Ocimeae, potporodica Nepetoideae.

## Opis
Grm se odlikuju po prenaglašenim, stršećim prašnicima cvijeta i vrlo velikim, okruglim čašicama (vanjski sloj koji okružuje laticu). Latice koje pripadaju biljkama ovog genoma obično su zakrivljene prema unutra, vrste su vrlo slične rodu Orthosiphon. Grmovi ove skupine obično su visoki 0,5 do 2 metra, s debljinom stabljike od približno 3 mm. Također mogu nositi šiljke u rasponu od 1,5 do 5,5 centimetara.

## Vrste
1. Catoferia capitata (Benth.) Hemsl.
2. Catoferia chiapensis A.Gray ex Benth.
3. Catoferia martinezii Ramamoorthy
4. Catoferia spicata (Benth.) Benth.

## Sinonimi
- Orthosiphon sect. Catoferia Benth.